# Guaros de Lara BBC
El Guaros de Lara BBC és un club veneçolà de basquetbol de la ciutat de Barquisimeto.
L'any 2016 guanyà la Lliga de les Amèriques. A continuació es proclamà campió de la copa Intercontinental derrotant Skyliners Frankfurt. Evolució del nom:
- Bravos de Portuguesa (1983-1993)
- Malteros de Lara (1993-1995)
- Bravos de Lara (1995-1998)
- Bravos de Portuguesa (1998-2003)
- Guaros de Lara (2003-avui)

## Palmarès
- Lliga veneçolana de bàsquet: 
  - 2017
- Lliga de les Amèriques de la FIBA:
  - 2016, 2017
- Lliga sud-americana de bàsquet:
  - 2017
- Copa Intercontinental de la FIBA:
  - 2016